# Tore Deutgen
Tore Edvard Deutgen, född 11 oktober 1909 i Klosters församling i Södermanlands län, död 19 augusti 2000 i Saltsjöbadens församling i Stockholms län, var en svensk militär (överste).

## Biografi
Deutgen avlade officersexamen 1931. Han blev fänrik vid Svea artilleriregemente (A 1) samma år, löjtnant där 1936 och kapten där 1941. Deutgen var repetitör vid Artilleri- och ingenjörofficersskolan 1941–1942, lärare där 1944–1945 och repetitör vid Artilleriskjutskolan 1947–1948. Han befordrades till major vid Bodens artilleriregemente (A 8) 1949, till överstelöjtnant vid Smålands artilleriregemente (A 6) 1954 och till överste där 1958. Deutgen var chef för Artilleri- och ingenjörofficersskolan 1956–1959 samt överste och chef för Gotlands artillerikår (A 7) 1959–1970. Han invaldes som ledamot av Kungliga Krigsvetenskapsakademien 1961.
Om Deutgens tid som chef för Gotlands artillerikår berättas: ”Hans roll som förbandets artilleriexpert var obestridd, men han påverkade också den allmänna atmosfären. Hans yrkesvärderingar hade formats under 1930- och 1940-talen. I en vänlig men patriarkalisk anda bidrog han till ett gott samarbete mellan de tre befälskårerna. Umgängesformer vid förbandet och hans egen inställning till chefsämbetet präglades av traditionella drag, och mässlivet blomstrade i en stämning av högtidlighet och festivitas. Arreststraffets avskaffande såg han som en stor förlust; det hade ju tillgodosett demokratiska grundvärden genom att i lika mån drabba såväl fattiga och som rika. Vårdandet av traditioner och uppbyggnad av ett förbandsmuseum tillhörde på ett naturligt sätt hans intressen.”
Deutgen gifte sig 1936 med Alice Strandberg (1909–2002). De hade två barn tillsammans. Deutgen gravsattes på Norra begravningsplatsen i Stockholm.

## Utmärkelser
- Riddare av Svärdsorden, 1949[5]
- Kommendör av Svärdsorden, 6 juni 1962[6]
- Kommendör av första klassen av Svärdsorden, 6 juni 1966[7]
- Riddare av Dannebrogorden[1]